# キング・ムスワティ3世国際空港
キング・ムスワティ3世国際空港（キング・ムスワティ3せいこくさいくうこう、King Mswati III International Airport）は、エスワティニの空港。マンジニの東、35 - 40 km程の地点に位置する。国王ムスワティ3世の名を冠して命名された。首都ムババーネからは、80 km程の距離がある。

## 建設
ムスワティ3世による10億ドルを投じたミレニアム計画の一環として、2003年より1億5000万ドルの予算で建設が開始された。当初の予算では不足し、2200万ドルを中華民国から調達している。総費用は3億ドルと見積もられている。
計画では完工は2010年3月であったが、実際には2013年11月となった。
建設地に居住していた人々に対しては、2004年から住宅が建設され、移住が行われる計画が立てられた。2009年には族長以下70家族が移住している。族長の移住先が豪華すぎるとして疑問視されているが、その理由は明らかとなっていない。また、40人は2011年になっても住宅は建設されず、移住は完了していなかった。

## 背景
当時運用されていたマツァパ国際空港の滑走路は2,600 mと短く、大陸間を飛行する長距離便を運航するには不十分であった。
マツァパ国際空港で運航していたのは、南アフリカ共和国のエアリンク、同社とエスワティニとの合弁によるスワジランド・エアリンクといった小型機を運航する会社であった。
エスワティニは、中東の潜在的な顧客に注目して新空港計画を進めたが、その一方で計画は過大に過ぎ、時機を逸したものであると指摘されている。また、1時間以内の距離に既に他の国際空港が開港していることから、計画当時に想定していた南アフリカ共和国東部、モザンビーク南部といった近隣地域へ向かう旅客を集客することは困難となっている。
計画に対して国際通貨基金は、400 km圏内に4つの空港が存在すること、マツァパ国際空港が小型機による数少ない便を運航しているに過ぎない事から難色を示していた。また、建設費用は年間予算の20%にも及ぶものとなった。
2011年3月、空港周辺に輸出加工区を設けると共にペルシャ湾湾岸諸国への農産物の輸出拠点とする構想が示された。
2014年1月には、かつてエアリンクとの提携を行っていた1978年設立のロイヤル・スワジ・ナショナル航空が再始動し、アラブ首長国連邦、ウガンダ、エチオピア、ケニア、ザンビア、タンザニア、ナミビア、ボツワナ、南アフリカ共和国、ルワンダの計10ヶ国への運航計画が発表された。但し、計画発表時点でのロイヤル・スワジ・ナショナル航空の保有機はフォッカー 100及びフォッカー F28各1機、加えて90席もしくは100席級ジェット機の導入を検討しているに過ぎない。
この他にエスワティニによれば、2社が就航を予定し、ヨハネスブルグ、ダーバン、ケープタウン、マプトへの運航を計画しているとしている。

## 施設
滑走路は全長3,600 m、全幅は国際民間航空機関によりコードEに分類される大型機に対応する45 m幅で計画されていたが、実際に建設されたものはエアバス A380のコードFに対応する60 m幅のものとなった。
2014年1月の段階では誘導路の建設は完了していない。
駐機場は、2機の大型機と3機の小型機に対応している。駐機場の強度に対しては、実際の強度が大型機に対応しうるものではないとの指摘も行われている。
ターミナルビルは、中二階を含む3層構造、総面積7000 m2。1時間に300人を処理する能力がある。この処理能力は、大型機の運用が可能な空港設備に対して過小であり、旅客を満載した大型機1機の乗客を処理し終えるのに2時間が必要であることが指摘されている。年間取り扱い能力は30万人。これは、マツァパ国際空港の実績7万人の4倍以上となる。
年に5000 tの貨物を扱えるカーゴビル、王族用のターミナルビルも建設されている。
他の主要な建造物としては、国際民間航空機関が要求する施設として50 mの高さの管制塔があり、この他に管制塔のバックアップを兼ねた消防署、航空交通システム、航法支援施設、120万リットルの燃料タンクが備えられた。加えて、倉庫、整備所、警察署及び司令塔、機内食調製工場が設けられている。
空港への交通網としては道路が建設され、MR3高速道路に接続している。加えて、下水道、飲用に適した水道、非常用発電機、通信システムも整えられている。

## 路線
2019年現在　マンジーニーヨハネスブルク線が南アフリカ航空により1日3から4便が運航されている。

## その他
ムスワティ3世による浪費の象徴として扱われることがある。

## 注
1. ↑  シクフェ国際空港とアクセス道路以外のミレニアム計画は、アミューズメントパーク、コンベンションセンター、スポーツ複合施設、テーマパーク、トレードセンター、ホテル、レンタル工場の建設である[5]。
2. ↑  ボーイング 747、エアバス A340等が該当する[1]
3. ↑  コードC、ジェットストリーム 41を想定[1]
4. ↑  この道路にはクウェートのアラブ経済開発クウェート基金（英語版）からの資金が投入されている[18]